# Nadia Davy
Nadia Davy (ur. 24 grudnia 1980) – jamajska lekkoatletka specjalizująca się w biegach sprinterskich, uczestniczka letnich igrzysk olimpijskich w Atenach (2004), srebrna medalistka olimpijska w biegu sztafetowym 4 x 400 metrów (po dyskwalifikacji Crystal Cox i sztafety Stanów Zjednoczonych w 2010 roku).

## Sukcesy sportowe
- mistrzyni Jamajki w biegu na 400 metrów – 2004[2]

| Rok  | Miasto | Zawody               | Konkurencja        | Wynik         |
| ---- | ------ | -------------------- | ------------------ | ------------- |
| 2004 | Ateny  | Igrzyska olimpijskie | sztafeta 4 x 400 m | srebrny medal |

## Rekordy życiowe
- bieg na 400 metrów (stadion) – 50,66 – Sacramento 14/06/2003
- bieg na 400 metrów (hala) – 52,00 – Fayetteville 13/03/2004